# I Ain't Marching Anymore (chanson)
Pistes de I Ain't Marching Anymore
In the Heat of the Summer
I Ain't Marching Anymore est une chanson écrite et composée par le chanteur folk Phil Ochs, parue en 1965 sur l'album du même nom.
Elle est écrite du point de vue d'un soldat qui a participé à toutes les guerres de l'histoire des États-Unis, de la guerre de 1812 jusqu'à la Seconde Guerre mondiale, et refuse de poursuivre le combat. Le refrain rappelle que « ce sont toujours les anciens qui nous mènent à la guerre, et toujours les jeunes qui tombent […] dis-moi, est-ce que cela en vaut la peine ? » Sortie en pleine guerre du Viêt Nam, elle devient un hymne antiguerre fameux et l'une des chansons les plus connues d'Ochs.
Une version folk rock de la chanson, enregistrée par Phil Ochs avec les membres du Blues Project, est sortie en single en 1966 au Royaume-Uni, mais elle ne s'est pas classée au hit-parade.

## Reprises
- Arlo Guthrie sur l'album What's That I Hear?: The Songs of Phil Ochs (1998)
- Eric Andersen sur l'album The Street Was Always There: Great American Song Series Vol. 1 (2004)
- Kind of Like Spitting sur l'album Learn: The Songs of Phil Ochs (2005)
- Richard Thompson sur l'album RT: The Life and Music of Richard Thompson (2006)
- Jefferson Starship sur l'album Jefferson's Tree of Liberty (2008)
- Disappear Fear sur l'album Get Your Phil (2011)